# Сіпе Сіпе
17°27′00″ пд. ш. 66°23′00″ зх. д. / 17.45° пд. ш. 66.38333333° зх. д.
Сіпе Сіпе — місцевість в департаменті Кочабамба в центральній Болівії. Центр мініципалітету Сіпе Сіпе.
Сіпе Сіпе — невелике містечко, поблизу якого відбулася битва під Сіпе-Сіпе. Ця вирішальна битва сталася 29 листопада 1815 року й відновила контроль над Верхнім Перу віцекоролівством Перу. Внаслідок цієї битви Верхнє Перу здобуло незалежність від Буенос-Айреса, а після остаточної поразки Іспанії Болівія народилася як держава.
Еволюція населення муніципалітету виглядає так:
- 1992 : 19 132 мешканці[2]
- 2001 : 31 337 мешканців[3]
- 2005 : 37 978 мешканців[4]
- 2012 : 41 571 мешканець[5]